# Бабадук
«Бабадук» (англ. The Babadook) — австралійський психологічний фільм жахів 2014 року. Повнометражний дебют режисерки Дженніфер Кент за власним сценарієм, що заснований на її короткометражці 2005 року «Монстр». У головних ролях: Ессі Девіс, Ноа Вайзман, Деніел Хеншелл, Хейлі Макелхінні, Барбара Вест і Бен Вінспір. Фільм розповідає про овдовілу одиноку матір, яка з сином протистоїть таємничому монстру у своєму домі.
Кент почала писати сценарій у 2009 році, намагаючись дослідити теми виховання дітей, горя та страху перед божевіллям. Фінансування було забезпечено грантами уряду Австралії та частково краудфандингом. Зйомки проходили в Аделаїді в Південній Австралії. Кент використала свій досвід роботи асистенткою на зйомках фільму Ларса фон Трієра «Доґвіль» (2003). Під час зйомок знімальна група стежила за тим, щоб шестирічний Вайзман не зазнав тривожного впливу через тему фільму. Монстр і спецефекти були створені за допомогою покадрової анімації.
Прем'єра фільму відбулася на кінофестивалі «Санденс» 17 січня 2014 року. 22 травня 2014 року картина вийшла в обмежений прокат в Австралії, спочатку не досягши комерційного успіху. Проте в світовому прокаті вдалось зібрати 10 мільйонів доларів проти 2-мільйонного бюджету. Фільм отримав схвальні відгуки, особливою відзначали гру акторів, дизайн монстрів та сюжет. На 4-й церемонії нагородження AACTA він переміг у номінаціях «Найкращий фільм», а Кент перемогла у номінаціях «Найкраща режисура» та «Найкращий оригінальний сценарій». За роки після виходу The Babadook став культовою класикою частково завдяки своїй популярності як інтернет-мему.

## Сюжет

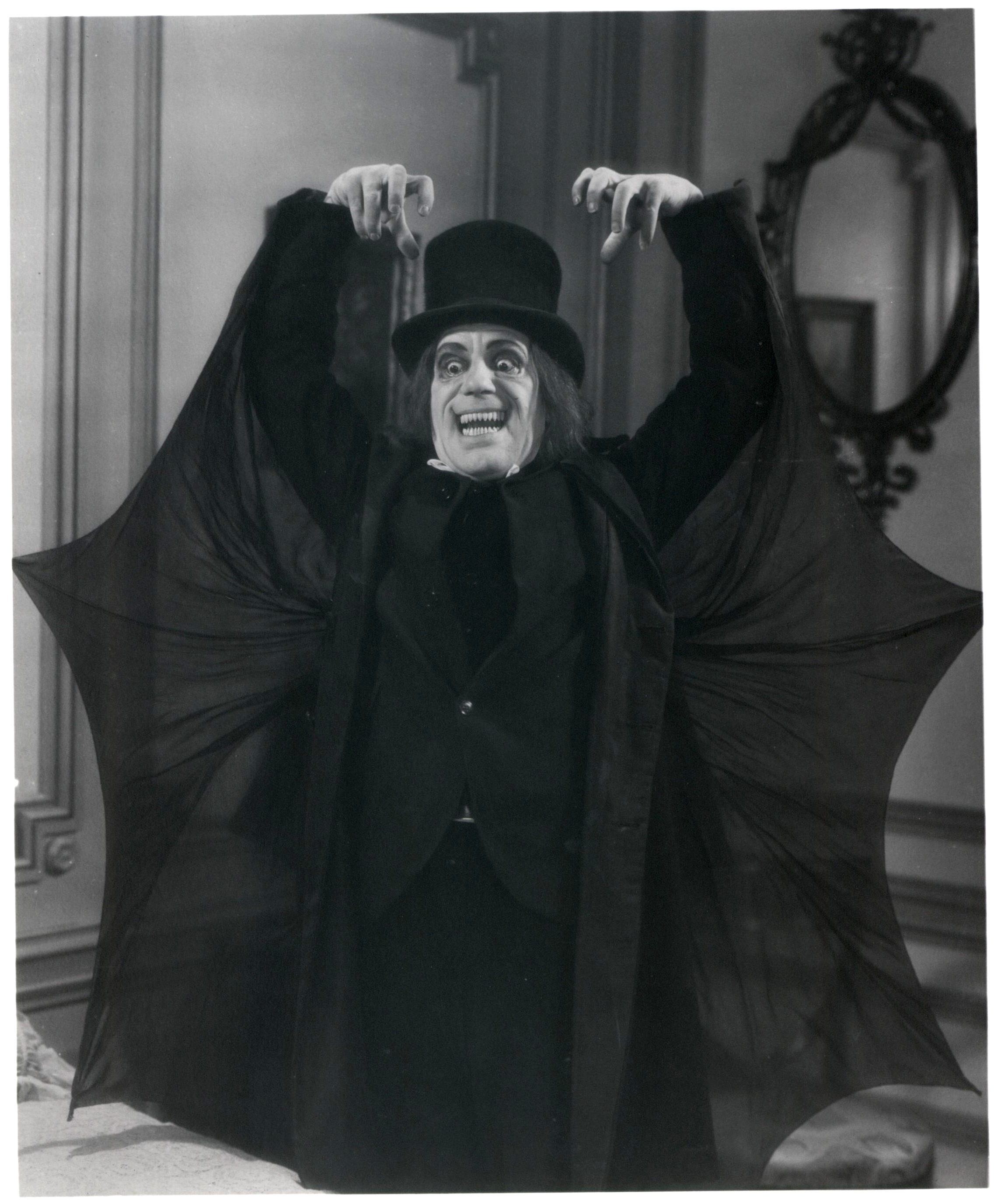
Натхненням для образу монстра став вампір з фільму Лондон після опівночі (1927).

Амелія — вдова, що живе в Аделаїді та самотужки виховує свого шестирічного сина Сема. Її покійний чоловік Оскар загинув у автокатастрофі, коли відвозив Амелію до лікарні під час пологів. Сем починає дивно поводитись: він створює зброю для боротьби з уявним монстром та страждає від безсоння. Амелія змушена забрати його зі школи через часті проблеми з поведінкою. Одного вечора він просить матір прочитати збірку оповідань під назвою «Містер Бабадук». У книзі розповідається про Бабадука — високого блідолицого людиноподібного монстра в циліндрі з кігтистими пальцями, який мучить своїх жертв після того, як вони дізнаються про його існування. Амелія стурбована книгою та її таємничою появою, а Сем впевнюється, що Бабадук дійсно існує.
Незабаром після цього починають відбуватись дивні події: двері таємничим чином відкриваються і закриваються, в будинку лунають дивні звуки, Амелія знаходить шматки скла у своїй їжі. Вона припускає, що це витівки Сема, а той звинувачує Бабадука. Амелія рве книгу й викидає її в смітник. На своєму дні народження Рубі, двоюрідна сестра Сема, насміхається над ним через відсутність батька і він виштовхує її з будиночка на дереві, через що вона ламає ніс. Сестра Амелії Клер зізнається, що терпіти не може Сема, на що Амелія сильно ображається. По дорозі додому Сем знову бачить Бабадука, і в нього стається судомний напад. Амелія переконує педіатра виписати заспокійливі для сина.
Наступного ранку Амелія знаходить відновлену книгу «Містер Бабадук» перед вхідними дверема. В книзі додались нові сторінки, де з неї глузують, стверджуючи, що Бабадук стане лише сильнішим, якщо вона продовжуватиме заперечувати його існування, і тепер книга містить нові сторінки, на яких зображено, як Амелія вбиває їхнього пса Баґсі, Сема, а потім і себе. Налякана, вона спалює книгу, а після моторошного телефонного дзвінка звертається до поліції. Однак їй не можуть допомогти через відсутність доказів. Побачивши одяг Бабадука, що висить за стійкою реєстрації, вона йде з поліцейського відділку.
Тієї ночі, намагаючись заснути, вона бачить, як Бабадук відкриває двері її спальні, виповзає на стелю та нападає на неї. Після цього вона вмикає все світло в будинку і засинає разом із Семом внизу. Після нападу Амелія стає більш ізольованою та нервовою, кричить на Сема через те, що той постійно її «не слухається» і бачить все більше видінь з Бабадуком. Її поведінка стає все більш нестабільною та агресивною, зокрема вона перерізає телефонний провід ножем, а потім махає тим самим ножем у бік Сема. Її мучать галюцинації, в яких вона бачить як вбиває Сема.
Амелія бачить привид свого померлого чоловіка Оскара, який пропонує повернутися до неї, якщо вона «приведе йому хлопчика». Усвідомлюючи, що він є маренням, створеним Бабадуком, вона тікає, а монстр переслідує її по дому, поки нарешті не вселяється в неї. Під його впливом вона ламає шию псу Баґсі і намагається вбити Сема. Зрештою Сем заманює її в підвал і за допомогою пасток знерухомлює її. Зв'язана Амелія прокидається разом із переляканим Семом поруч. Коли вона намагається задушити його, він ніжно гладить її обличчя, змушуючи її відригувати чорнильну чорну речовину, яка, як здається, виганяє Бабадука. Однак Сем говорить Амелії, що «ти не можеш позбутися Бабадука» і невидима сила тягне його назад у спальню. Амелія намагається врятувати Сема, але знову стикається з видіннями померлого чоловіка. Розлючена, вона змушує Бабадука відступити в підвал і зачиняє за ним двері.
Деякий час потому Амелії та Сему вдається жити нормальним життям. Жінка проявляє увагу та турботу до сина. Разом на городі вони збирають черв'яків у миску. Амелія відносить їх у підвал і кладе на підлогу. Бабадук намагається напасти на неї, але вона заспокоює його і той відступає в куток, захопивши з собою миску з черв'яками. Вона повертається у двір, щоб відсвяткувати день народження Сема.

## В ролях
- Ессі Девіс — Амелія
- Ной Вайсман — Сем
- Хейлі Макелхінні — Клер
- Деніел Хеншелл — Роббі
- Барбара Вест — Ґрейсі Роуч
- Бен Вінспір — Оскар Ванек
- Кеті Адамек — Прю
- Крейг Беенна — Воррен
- Хлоя Херн — Рубі
- Жакі Філліпс — Беверлі
- Бріджет Волтерс — Норма
- Адам Морган — сержант
- Пета Шеннон — Мати № 2
- Чарлі Хольц — Син № 2
- Тім Перселл — Бабадук

## Касові збори
Прем'єра «Бабадука» в Австралії відбулась 22 травня 2014 року. Фільм транслювався лише в 13 кінотеатрах в обмеженому прокаті, зрештою зібравши лише $258 000. На міжнародному рівні фільм було сприйнято набагато краще. Фільм зібрав $964 413 в прокаті США та $9,9 млн в інших країнах світу. Касові збори фільму склали $10,3 млн в порівнянні з орієнтовним бюджетом зйомок в $2 млн. У Великій Британії вдалось зібрати $633 000 за перші вихідні (що більше за весь дохід в Австралії), понад $1,09 млн у Франції та $335 000 у Таїланді. Світовий успіх фільму сприяв збільшенню інтересу до нього в Австралії перед випуском фільму на DVD і телевізійними показами.

## Критика
На сайті агрегаторі рецензій Rotten Tomatoes, 98 % критиків дали фільму позитивну оцінку на основі 245 рецензій із середнім балом 8,20 із 10. Консенсус критиків сайту стверджує: «Бабадук покладається на справжні жахи, а не на дешеві скримери, і на додаток може похвалитися щирою, по-справжньому зворушливою історією». На сайті він був визнаний фільмом жахів з найкращими рецензіями та третім фільмом з найкращими рецензіями 2014 року. Станом на 2022 рік за версією Rotten Tomatoes Бабадук став 13-м найкращим фільмом жахів усіх часів. На Metacritic фільм отримав середню оцінку 86 зі 100 зі 100 % позитивними відгуками 34 критиків, що вказує на «загальне визнання».

## Символізм
Тім Тіман у своєму огляді на сайті The Daily Beast стверджує, що «справжнім монстром» у «Бабадуку» є горе, а сам фільм розповідає «про наслідки смерті; як, навіть через тривалий час після поховання чи спалення мертвого тіла, доводиться позбуватись її залишків». Тіман пише, що він захопився «метафоричним імперативом» фільму, де монстр постає у «формі горя: всеохоплюючого, мінливого, чорного». Тіман стверджує, що кінцівка фільму «підкреслює відгомін горя та втрати в серці фільму» та дає глядачу зрозуміти, що горе має своє місце, і найкраще, що можуть зробити люди, це «справлятись з ним».
В огляді на сайті Collider також припускається, що монстр «схоже, символізує спільне горе Амелії та Сема через втрату Оскара» і що зусилля Амелії придушити його призвели до того, що воно стало сильнішим. Автори висловлюють думку, що «зцілення від серйозних травм у реальному житті не відбувається миттєво, а потребує значних розумових та емоційних зусиль. Бабадук попереджає про небезпеку, яка криється в спробах ігнорувати або „заховати“ наші травми глибоко в собі: це найнебезпечніше місце для них, тому що саме там ми втрачаємо контроль над ними, а вони отримують контроль над нами».

## Нагороди
| Нагорода                                | Категорія                                             | Номінант                          | Результат | Прим.         |
| --------------------------------------- | ----------------------------------------------------- | --------------------------------- | --------- | ------------- |
| AACTA (4-а церемонія)                   | Найкращий фільм                                       | Крістіна Сейтон і Крістіан Мольєр | Перемога  | [ 19 ]        |
| AACTA (4-а церемонія)                   | Найкраща режисура                                     | Дженніфер Кент                    | Перемога  | [ 19 ]        |
| AACTA (4-а церемонія)                   | Найкращий оригінальний сценарій                       | Дженніфер Кент                    | Перемога  | [ 19 ]        |
| AACTA (4-а церемонія)                   | Найкраща жіноча роль першого плану                    | Ессі Девіс                        | Номінація | [ 19 ]        |
| AACTA (4-а церемонія)                   | Найкращий монтаж                                      | Саймон Нджоо                      | Номінація | [ 19 ]        |
| AACTA (4-а церемонія)                   | Найкраща робота художника-постановника                | Алекс Голмс                       | Номінація | [ 19 ]        |
| AACTA International Awards              | Найкраща жіноча роль                                  | Ессі Девіс                        | Номінація | [ 20 ] [ 21 ] |
| Кінопремія «Вибір критиків»             | Найкращий фільм в жанрі жахи/фантастика               | Бабадук                           | Номінація | [ 22 ]        |
| Кінопремія «Вибір критиків»             | Найкраща роль молодого актора                         | Ноа Вайзман                       | Номінація | [ 22 ]        |
| Detroit Film Critics Society            | Найкраща жіноча роль                                  | Ессі Девіс                        | Номінація | [ 23 ]        |
| Detroit Film Critics Society            | Найкращий прорив                                      | Дженніфер Кент                    | Номінація | [ 23 ]        |
| Імперія (20-та церемонія)               | Найкраща жіноча дебютна роль                          | Ессі Девіс                        | Номінація | [ 20 ]        |
| Імперія (20-та церемонія)               | Найкращий фільм жахів                                 | Бабадук                           | Перемога  | [ 20 ]        |
| Fangoria Chainsaw Awards                | Найкращий фільм з обмеженим прокатом/відразу на відео | Дженніфер Кент                    | Перемога  | [ 24 ]        |
| Fangoria Chainsaw Awards                | Найкращий сценарій                                    | Дженніфер Кент                    | Перемога  | [ 24 ]        |
| Fangoria Chainsaw Awards                | Найкраща жіноча роль                                  | Ессі Девіс                        | Перемога  | [ 24 ]        |
| Fangoria Chainsaw Awards                | Найкраща чоловіча роль другого плану                  | Ноа Вайзман                       | Перемога  | [ 24 ]        |
| The New York Film Critics Circle Awards | Найкращий дебютний фільм                              | Крістіна Сейтон і Крістіан Мольєр | Перемога  | [ 20 ]        |
| Online Film Critics Society             | Найкраща жіноча роль                                  | Ессі Девіс                        | Номінація | [ 25 ]        |
| San Francisco Film Critics Circle       | Найкраща жіноча роль                                  | Ессі Девіс                        | Номінація | [ 20 ]        |
| Сатурн (41-а церемонія)                 | Найкращий фільм жахів                                 | Крістіна Сейтон і Крістіан Мольєр | Номінація | [ 26 ]        |
| Сатурн (41-а церемонія)                 | Найкраща жіноча роль                                  | Ессі Девіс                        | Номінація | [ 26 ]        |
| Сатурн (41-а церемонія)                 | Найкраща роль молодого актора чи акторки              | Ноа Вайзман                       | Номінація | [ 26 ]        |